# Longview (Washington)
Longview ist eine Stadt in Cowlitz County im Südwesten des US-Bundesstaats Washington. Bei der Volkszählung 2020 hatte sie 37.818 Einwohner. Der Ort befindet sich an der Mündung des Cowlitz River in den Columbia River und teilt sich die östliche Stadtgrenze mit dem County Seat Kelso.

## Geschichte
Longview war der Standort des Mount Coffin, einer Grabstätte der Ureinwohner. Die ersten Europäer siedelten sich in den 1850er Jahren an. 1921 plante Wesley Vandercook, eine Mühle in der Nähe von Kelso zu bauen. Da sich herausstellte, dass die knapp 2000 Einwohner nicht ausreichten, um die Mühle zu bauen, wurde ein Stadtplaner aus St. Louis damit beauftragt, eine Stadt zu planen. Im Jahr 1924 erhielt Longview das Stadtrecht.

## Geografie
Die Lewis and Clark Bridge verbindet Longview mit Rainier in Oregon. Es ist die einzige Brücke über den Columbia River zwischen Portland und Astoria. Die Nutty Narrows Bridge steht ebenfalls in Longview. Sie gilt als schmalste Brücke der Welt und dient Eichhörnchen dazu, eine vielbefahrene Schnellstraße zu überqueren.

## Söhne und Töchter der Stadt
- Alan Jones (* 1962), Jazzmusiker
- David Korten (* 1937), Autor und Globalisierungskritiker
- Jeffrey Stork (* 1960), Volleyballspieler und Olympiasieger
- Moulton Taylor (1912–1995), Flugzeugingenieur, Erfinder des Aerocars

## Demografische Daten
Die 34.660 Einwohner verteilen sich auf 14.066 Haushalte und 8.931 Familien.
| Altersgruppe | Anteil in % |
| ------------ | ----------- |
| <18          | 26,0        |
| 18–24        | 8,9         |
| 25–44        | 27,1        |
| 45–64        | 22,6        |
| ≥65          | 15,4        |

## Partnerstädte
- Wakō, Japan